# Piotr Ziouzine
Pour les articles homonymes, voir Ziouzine.
Piotr Dmitrievitch Ziouzine (en russe : Пётр Дмитриевич Зюзин) est un aviateur soviétique, né le 24 juillet 1922 et décédé le 15 avril 1999. Pilote de chasse et as de la Seconde Guerre mondiale, il fut distingué par le titre de Héros de l'Union soviétique.

## Carrière
Né le 24 juillet 1922 à Joukovka (dans l'actuel raïon d'Odintsovo, oblast de Moscou), il prit d'abord des cours de pilotage dans un aéroclub civil, avant de rejoindre les rangs de l'Armée rouge en 1941. Il reçut son brevet de pilote à l'issue d'un stage d'entraînement dans un collège militaire de l'Air en 1942. 
En mars 1943, alors sous-officier, il fut muté au 29e régiment de chasse aérienne de la Garde (29e GuIAP), une unité d'élite qui combattit durant toute la guerre dans la partie nord du Front de l'est, et plus particulièrement au-dessus de Léningrad puis des pays baltes. D'abord engagé au sein du front de Volkhov, Piotr Ziouzine fut promu au grade de sous-lieutenant (leïtenant), à la mi-1944, et combattit alors dans le front de Carélie.
Dès novembre 1944, il comptait déjà 16 victoires homologuées, obtenues au cours de 208 missions, dont 12 entre mars et juin, son record étant de 3 appareils allemands abattus en un combat, sur Yak-9, le 26 mars 1944. Il termina la guerre au sein de la même unité.
À l'issue de celle-ci, il demeura dans l'armée et participa, jusqu'en 1951, à toutes les parades aériennes qui se déroulèrent au-dessus de Moscou. Il prit sa retraite, comme colonel (polkovnik) en 1958. Il travailla ensuite comme ingénieur en chef au sein de l'OKB Mikoyan à Moscou. Il est décédé le 15 avril 1999 à Moscou.

## Palmarès et décorations

### Tableau de chasse
- Crédité de 19 victoires homologuées, dont 16 individuelles et 3 en coopération, obtenues au cours de plus de 200 missions de guerre et 41 combats aériens [2]

### Décorations
- Héros de l'Union soviétique le 2 novembre 1944 (médaille no 4318) ;
- Ordre de Lénine ;
- Trois fois titulaire de l'Ordre du Drapeau rouge ;
- Deux fois titulaire de l'Ordre de la Guerre Patriotique de 1re classe ;
- Trois fois titulaire de l'Ordre de l'Étoile rouge.

Au total, entre 1943 et 1945, il reçut 20 décorations, la première étant une médaille « Pour le courage », en juin 1943.

## Sources
- (en) Hans D Seidl (préf. Günther Rall & Vitalij Popkov), Stalin's eagles : an illustrated study of the Soviet aces of World War II and Korea, Atglen (Pennsylvanie), Schiffer Pub, coll. « military history », 1998, 368 p. (ISBN 0-764-30476-3 et 978-0-764-30476-7, lire en ligne)